# AN/UYK-15
AN/UYK-15 (Univac 1616) — модульный универсальный компьютер, предназначенный для применения в АСУ ВМС США. Принят на вооружение в 1976 году. Выпускался компанией Westinghouse. Имеет гибкую структуру, позволяющую расширять функциональность компьютера путём подключения дополнительных устройств.
Особенностью архитектуры центрального процессора было отсутствие аккумулятора для результатов арифметических операций, все арифметические операции были операциями типа «регистр-регистр». По сравнению с AN/UYK-20 имел независимый контроллер ввода-вывода и синхронную память, производительность подсистемы ввода-вывода была вдвое выше, чем у AN/UYK-20.

## Характеристики
Компьютер AN/UYK-15 обладал следующими характеристиками:
- Разрядность — 16 бит
- Объём памяти — 8–64 к слов (16–128 кбайт) блоками по 8 к слов
- Цикл:
  - память — 0,75 мкс
  - умножение — 3,75 мкс
  - деление — 3,75 мкс
- Каналов ввода-вывода:
  - 16 параллельных
  - или 8 параллельных + 8 последовательных
  - или 4 параллельных + 16 последовательных
- Число команд — 64

## Применение
- РЛС AN/SPS-52, -52A, -52B